# FUT1
Галактозид-2-альфа-L-фукозилтрансфераза 1 (англ. Galactoside 2-alpha-L-fucosyltransferase 1; КФ 2.4.1.344) — фермент фукозилтрансфераза, продукт гена человека FUT1. Участвует в гликозилировании белков.

## Функции
Образует растворимый олигосахарид-предшественник фукозил-альфа-(1,2)-галактозил-бета-олигосахарид, или H-антиген, который является субстратом в последнем этапе синтеза растворимых A- и B-антигенов группы крови AB0.
Существует два гена (FUT1 и FUT2), кодирующие галактозид-2-альфа-L-фукозилтрансферазы, которые экспрессированы ткане-специфическим образом, причём экспрессия FUT1 ограничена клетками мезодермального, а FUT2 — эндодермального происхождения.